# Scalmicauda tricolor
Scalmicauda tricolor är en fjärilsart som beskrevs av Sergius G. Kiriakoff 1965. Scalmicauda tricolor ingår i släktet Scalmicauda och familjen tandspinnare. Inga underarter finns listade.